# Хлызов, Андрей Григорьевич
Андрей Григорьевич Хлызов (род. 15 ноября 1960; Челябинск, СССР) — российский банковский деятель, специалист в области информационных технологий, старший вице-президент Сбербанка. До 1997 года работал в ряде научных и управленческих структур в Вооруженных силах СССР и Российской Федерации. Участвовал в ликвидации аварии на Чернобыльской АЭС. Подполковник запаса.

## Биография
Родился в городе Челябинске. Отец — Григорий Алексеевич — инженер-технолог, мать — Таисия Николаевна — инженер-конструктор. В 1984 году окончил Московский физико-технический институт по специальности «инженер-физик». В 1984 году работал инженером на экспериментальном машиностроительном заводе им. В. М. Мясищева. В 1985-м поступил в Краснознаменную академию химической защиты имени Маршала Советского Союза С. К. Тимошенко, закончил ее в 1987 году с красным дипломом офицера-математика. После окончания Академии служил в вычислительном центре, работал в ряде научных организаций и управленческих структурах ВС. Участвовал в создании комплекса оперативно-тактических задач химических войск и проектировании автоматизированной системы управления войсками «Маневр». Участвовал в международных переговорах по подготовке Конвенции о запрещении разработки, производства, накопления и применения химического оружия и его уничтожении. Участник ликвидации аварии на Чернобыльской АЭС (1987 год). Вышел в запас в 1997 году в звании подполковника.
С 1997 года работает в Сбербанке. В 2003 году окончил с красным дипломом Академию народного хозяйства при Правительстве РФ по специальности «бизнес-аналитик». Дважды был в списке топ-1000 менеджеров России по версии журнала «Коммерсантъ». В начале 2016 года назначен старшим вице-президентом Сбербанка. Сертифицированный директор проектов (IPMA Level «A»).
В марте 2016 года на премии «Банковская сфера» первенствовал в номинации «Главный по ИТ». В номинации премии «Внедрение года» отмечена курируемая им программа централизации ИТ-систем Сбербанка «Централизация 2.0». В 2016 году эта программа заняла первое место в финале престижного международного конкурса IPMA International Project Excellence Award — 2015 в номинации Mega-Sized Projects, а также победила в конкурсе Model Bank — 2016 в номинации Legacy Transformation.
В ноябре 2016 года получил благодарность от Президента Российской Федерации за заслуги в развитии и совершенствовании банковской системы.
В июне 2017 года назначен Генеральным директором АО "СберТех". В июле 2018 года покинул этот пост в связи с выходом на пенсию.

### Служба в Вооруженных силах
- 1985—1987 гг. — Академия химической защиты им. С. К. Тимошенко, слушатель;
- 1987—1991 гг. — Вычислительный центр, начальник отделения;
- 1991—1992 гг. — Академия химической защиты им. С. К. Тимошенко, старший научный сотрудник;
- 1992—1994 гг. — Военный институт, начальник лаборатории;
- 1994—1997 гг. — Управление начальника войск, начальник отделения.

### Работа в Сбербанке
В 1997 году — начальник внедрения и тиражирования. В 2009 году назначен директором департамента развития информационных технологий, в 2014 году — вице-президентом, главным архитектором ИТ. С 2016 года — старший вице-президент, куратор департамента корпоративной архитектуры, департамента ПСС (Производственная система Сбербанка), центра прикладных данных, управления корпоративных данных, центра технологических инноваций, отдела стратегии и развития технологий, дирекции программы создания платформы поддержки развития бизнеса «18+», дирекции программы «Фабрики данных».

## Рейтинги
Андрей Хлызов дважды был в списке топ-1000 менеджеров России по версии журнала «Коммерсантъ». В 2016 году на премии «Банковская сфера», учрежденной журналом «Банковское обозрение», первенствовал в номинации «Главный по ИТ». В номинации премии «Внедрение года» отмечена возглавляемая им программа централизации ИТ-систем Сбербанка «Централизация 2.0». В 2016 году эта программа заняла первое место в финале престижного международного конкурса конкурса IPMA International Project Excellence Award — 2015 в номинации Mega-Sized Projects, а также победила в конкурсе Model Bank — 2016 в номинации Legacy Transformation.

## Семейная жизнь, увлечения
Андрей Хлызов женат на Алене Олеговне Хлызовой. У него четверо детей: Екатерина, Сергей, Андрей, Алекс. Регулярно занимается в тренажерном зале, увлекается горнолыжным спортом.